# Петрово Село (Рекаш)
Петрово Село (рум. Petrovaselo) је село у граду Рекаш, које припада жупанији Тимиш у Републици Румунији. Насеље је значајно по присутној српској националној мањини у Румунији.

## Положај насеља
Село Петрово Село се налази у источном, румунском Банату, веома далеко од српске границе. Ова област је позната као Банатска Црна Гора. Село се налази у горњем току Тамиша, 33 km источно од Темишвара ка Лугошу. Сеоски атар је брежуљкастог карактера у Липовској висоравни.

## Историја Срба у месту
Према "Румунској енциклопедији" насеље се први пут среће у папским документима 1359. године. Власници села су 1477. године спахије браћа Никола и Јаков Банфи.
Народно предање говори о три насељавања Срба у Петрово Село и околину: око 1481., 1690. и 1737. године. Прве су ту дошле четири породице са домаћинима: Петром, Бранком, Радојицом и Андријом. Породице се се премештале по околини (због лоше земље) све док Петар са својима, није нашао велики дуб-храст и поред њега извор. Остале породице су се ту поред Петра скрасили на месту које је овај назвао Ђаковац. Настало је село које је добило име по Петру - Петрово Село, а то је било негде 1522-1523. године. Између 1760. и 1770. године насељена је група Срба из Црне Горе.
По српском извору из 1905. године, место је насељено 1696. године. Српско насељавање се везује за ратне 1690. и 1737. годуне, када је заиста било сеоба Срба са територија где су беснели Турци. Срби насељеници су по народној причи донели са собом слике - "Распеће" и портрет српског патријарха Арсенија Чарнојевић, које су поставили у црквицу брвнару, након њене градње.
Петрово Село је 1764. године било православна парохија у Темишварском протопрезвирату. Године 1774. у месту које припада Буковачком округу, Темишварског дистрикта су живели већином Срби. Према попису православног клира 1797. године, једини свештеник у месту био је поп Алексије Поповић. Он је био рукоположен 1767. године и служио се искључиво српским језиком.
Место је било спахијски посед племићке породице Андрејевић. Михајло Андрејевић је ту 1784. године подигао нови храм посвећен празнику Успења Богородице, такође брвнару, у којој је направио породичну гробницу. Георгије Андрејевић "от Петровасела" био је 1841. године купац једне српске књиге.
Петрово село у Темишварској епархији је у 19. веку бележило пораст броја становника. Тако је 1847. године у њему живело 776 православаца, а 1867. године беше записано 904 душе. По протопрезвитерском извештају из краја 1891. године види се да у парохији има једна црква са свештеником, а 1063 православне душе живи у 185 српских домова.
Године 1905. Петрово село је мала општина у Темешрекашком срезу. Ту је живело 808 становника у 183 дома - све Срби православне вере. Од јавних здања била је српска православна црква и српска народна школа. У оближњем Темешрекашу (Рекашу) налазила се последња пошта и брзојав.
У месту је 1907. године формирана Српска штедионица као задруга са ограниченим јемством. Српска земљораднича задруга је имала капитал 6311 к, а водили су је: председник Пантелејмон Дошен и пословођа Илија Радивојевић.

## Црква и школа
Стара црква брвнара услед дотрајалости је замењена новом, 1901. године, која је грађена по нацрту арх. Момчила Тапавице. Иконостас је типски, поручен 1909. годинеSIRUTA код трговца црквеним стварима Ивковића из Новог Сада. Већа оправка те цркве посвећене Св.великомученику Георгију је била 1936. године. Целивајуће иконе (14) је радио 1854. године иконописац Сава Петровић из Темишвара. 
Парохијско православно звање је основано 1779. године, а од 1780. године бележе се црквене матрикуле. Из митрополијског извештаја 1865. године у Петровом селу је била једна парохија четврте класе, са 862 Срба парохијана. Године 1905. у месту је црквена општина, скупштина је редовна, под председништвом Пантелејмона Дошена. То је парохија најниже шесте класе, има парохијски дом, а парохијска сесија износи 32 кј. Парох је калуђер Пантелејмон Дошен родом из Почитеља, који се у тој парохији бавио пет година. Постоји ту и српско православно цробље, а црквено-општински посед је импозантан од 136 кј. земље. Из православља је иступило шест верника који су постали назарени.
Претплатник српске књиге био је 1847. године у Темишвару, Георгије Андреовић "од Петрова села", Тамишке жупаније судац.
Учитељ у Петровом селу 1825. године био је Марко Давидовић. Смрћу учитеља у Петровом селу остало је упражњено место на тамошњој источно-православном учитељском звању. Расписан је јуна 1858. године стечај, нуди се учитељу 80 ф. годишња основна плата, а кандидат мора знати предавати на српском, немачком и румунском језику. Учитељ Димитрије Агора из Петрова села је 1858. године положио учитељски испит у Сомбору. У Петровом селу је 1905. године био школски управитељ Николаје Андрејић, а старатељ Живан Живанов. Учитељско тело чинили су супружници: учитељ Илија Радивојевић родом из Долова, у месту на служби већ две године, и учитељица Даринка Радивојевић рођ. Стојановић родом из Вршца, са службом у месту четири године. Редовну наставу је пратило 73 ђака, а у пофторну школу је ишло 41 старије дете.

## Становништво
По последњем попису из 2002. године село Петрово Село имало је 331 становника. Последњих деценија број становника опада.
Село је једно од малобројних насеља која су остала већински српска у источном, румунском Банату, чему је вероватно допринела удаљеност од границе, због чега није насељавано Румунима (као српска села до границе са Србијом). Национални састав на појединим пописима био је следећи:
| Година пописа | 1910. год.  | 1992. год.  | 2002. год.  |
| Укупно ст.    | 924         | 347         | 331         |
| Срби          | 816 (88,3%) | 253 (72,9%) | 218 (65,9%) |
| Румуни        | 22 (2,4%)   | 94 (27,1%)  | 107 (32,3%) |
| остали        | 86 (9,3%)   | - (0,0%)    | 6 (1,8%)    |